# Holcobius insignis
Holcobius insignis là một loài bọ cánh cứng thuộc chi Holcobius trong họ Ptinidae.